# Otto-Lilienthal-Medaille
Die Otto-Lilienthal-Medaille ist eine von der Deutsche Gesellschaft für Luft- und Raumfahrt – Lilienthal-Oberth e. V. (DGLR) verliehene Ehrung für Leistungen auf dem Gebiet der Luftfahrtforschung und -technik.

## Geschichte
Die Wissenschaftliche Gesellschaft für Luftfahrt (WGL), eine der Vorgängerorganisationen der DGLR, hatte im Juni 1926 auf ihrer Hauptversammlung in Düsseldorf die Prägung von Gedenkmünzen mit dem Konterfei des Flugpioniers Otto Lilienthals beschlossen, die an verdiente Mitglieder verliehen werden sollten. Auch nach der Auflösung der Gesellschaft und der Überführung der Mitglieder in die 1935 gegründete Lilienthalgesellschaft für Luftfahrtforschung wurden die Otto-Lilienthal-Medaillen zumindest bis zum Beginn des Zweiten Weltkriegs weiterverliehen. Zu den in der Zeit des Nationalsozialismus Ausgezeichneten zählten unter anderem Henrich Focke und Claude Dornier.
Der Vorstand der DGLR beschloss erst anlässlich des 1991 in Berlin abgehaltenen Luft- und Raumfahrtkongresses (der unter dem Titel „100 Jahre Menschenflug - Otto Lilienthal“ stattfand) die Otto-Lilienthal-Medaille als Ehrung wiederaufleben zu lassen.
Die Auszeichnung ist nicht mit der seit 1938 von der Fédération Aéronautique Internationale für Leistungen im Segelflug verliehenen Lilienthal-Medaille zu verwechseln.

## Verleihung

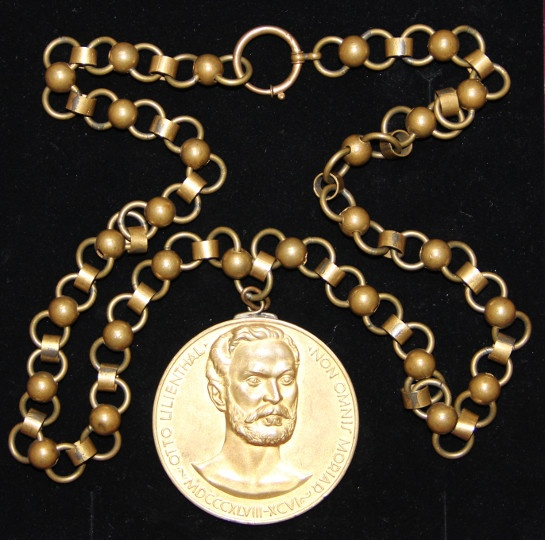
Otto-Lilienthal-Medaille der Wissenschaftlichen Gesellschaft für Luftfahrt (vor 1945)

Gemäß der Verleihungsordnung wird die Otto-Lilienthal-Medaille an „Persönlichkeiten für die Erbringung ingenieurorientierter Leistungen hohen Ranges wissenschaftlicher Art bei der Produktumsetzung oder im gestalterischen Bereich auf dem Gebiet der Luftfahrt“ verliehen. Dies geschieht auf Vorschlag von drei bis fünf Mitgliedern der Gesellschaft. Über die Vorschläge stimmt der Senat (Vorstand) der DGLR ab, wobei sich eine Dreiviertel-Mehrheit für die Verleihung aussprechen muss.
Ursprünglich war eine jährliche Verleihung geplant. Seit dem Wiederaufleben der Ehrung im Jahr 1991 ist die Auszeichnung jedoch nur unregelmäßig an insgesamt 18 Personen verliehen worden (Stand: März 2021).
Die Verleihungszeremonie findet zumeist in einem festlichen Rahmen statt. Neben der Medaille gehört zu der Ehrung auch eine Urkunde sowie eine ausführliche schriftliche Würdigung des Preisträgers im Jahrbuch der DGLR.

### Medaille
Die Medaille ist aus 585er Gold geprägt und hat einen Durchmesser von etwa 35 mm. Sie besitzt eine angeprägte Öse mit Bandring und wird an einer etwa 90 cm langen vergoldeten Halskette getragen. Die Auszeichnung entspricht in ihrer Erscheinung und Fertigung weitestgehend der 1926 geschaffenen Medaille, ist jedoch wesentlich kleiner.
Auf der Vorderseite befindet sich ein Porträt des Namensgebers mit dem umlaufenden Schriftzug „OTTO LILIENTHAL MDCCCXLVIII-XCVI NON OMNIS MORIAR“ (Übersetzt: Otto Lilienthal 1848-96 Ich werde nicht sterben). Rückseitig ist der Schriftzug: „FÜR HERVORRAGENDE VERDIENSTE DIE DEUTSCHE GESELLSCHAFT FÜR LUFT- UND RAUMFAHRT“.

## Preisträger seit 1991
- 1991 Theodor Benecke
- 1992 Oskar Friedrich
- 1993 Hartmut Mehdorn
- 1994 Gerhard Neumann
- 1998 Gordon M. Lewis
- 1999 Rolf Stüssel
- 2000 Jean Roeder
- 2001 Rolf Riccius
- 2002 Jürgen Thomas
- 2003 Reinhold Birrenbach
- 2005 Klaus Steffens
- 2006 Günter Kappler
- 2014 Bernd Sträter
- 2015 Reiner Stemme
- 2016 Horst Körner
- 2017 Klaus Ohlmann
- 2018 Karl-Heinz Horstmann
- 2019 Gerhard Waibel
- 2020 Heinrich Weyer